# Casoli
Casoli község (comune) Olaszország Abruzzo régiójában, Chieti megyében.

## Fekvése
A Majella lábainál fekszik az Aventino folyó völgyében (a Sangro egyik mellékfolyója). A megye központi részén fekszik. Határai: Altino, Civitella Messer Raimondo, Gessopalena, Guardiagrele, Palombaro, Roccascalegna és Sant’Eusanio del Sangro.

## Története
Az ókori Cluviae helyén épült fel, amelyet a caracenusok alapítottak. A longobárdok valószínűleg a 6. században foglalták el. Első írásos említése 878-ból származik Castri de Casule néven. A következő századokban nemesi birtok volt. Önállóságát a 19. század elején nyerte el, amikor a Nápolyi Királyságban felszámolták a feudalizmust.

## Népessége
A népesség számának alakulása:

## Főbb látnivalói
- Santa Reparata-templom